# Štěpán Vachoušek
Štěpán Vachoušek (ur. 26 lipca 1979 w Duchcovie) – czeski piłkarz występujący na pozycji pomocnika lub napastnika.
Poprzednio reprezentował barwy takich klubów jak: FK Teplice, 1. FC Česká Lípa, Teplice, Xaverov Horní Počernice, Chmel Blšany, Teplice, Slavia Praga, Olympique Marsylia, Austria Wiedeń i ponownie Teplice.
W reprezentacji narodowej zadebiutował 17 kwietnia 2002 roku w meczu z Grecją. W 2004 roku został powołany do reprezentacji Czech na Euro 2004 przez trenera Karela Brücknera.